# Exidiopsis opalea
Exidiopsis opalea är en svampart som först beskrevs av Bourdot & Galzin, och fick sitt nu gällande namn av D.A. Reid 1970. Enligt Catalogue of Life ingår Exidiopsis opalea i släktet Exidiopsis,  och familjen Auriculariaceae, men enligt Dyntaxa är tillhörigheten istället släktet Exidiopsis,  och familjen Exidiaceae. Arten är reproducerande i Sverige. Inga underarter finns listade i Catalogue of Life.